# 駐防將軍
驻防将军由清朝首创，全国共设驻防将军十六人，为武职从一品（原正一品），部分地区仍然为正一品。清朝以八旗军队分驻各省要地，称为“驻防”，与駐劄大臣相似。满语中初称“昂邦章京”，後直接稱“将军”（ᠵᡳᠶᠠᠩᡤᡳᠶᡡᠨ，穆麟德：jiyanggiyūn）。
据大清典律，任职者必须是旗人，且以滿洲八旗的旗人武將為主。
驻防将军品阶高于总督。凡与总督同驻一省者，如会同上奏，则以将军领衔。

## 简介
顺治二年（1645年），清朝入主中原后陆续在各省险要之地增派八旗兵分驻，各按专城设将军、都统、副都统、城守尉、防守尉等官职，以将军为八旗士兵的最高长官，统率旗下士兵。各地驻防官兵的旗籍仍然隶属于在京原佐领册下，而驻防事务则属兵部。
雍正乾隆时期，全国共设驻防将军十六人，分别驻守盛京、凉州、吉林、黑龙江、绥远、江宁、福州、杭州、荆州、西安、青州、宁夏、伊犁、乌里雅苏台、成都、广州，分别冠以所在地名如盛京将军、伊犁将军等。其中的凉州将军、青州将军后期被撤销改专城副都统，直辖于皇帝和兵部。

## 各城駐防將軍

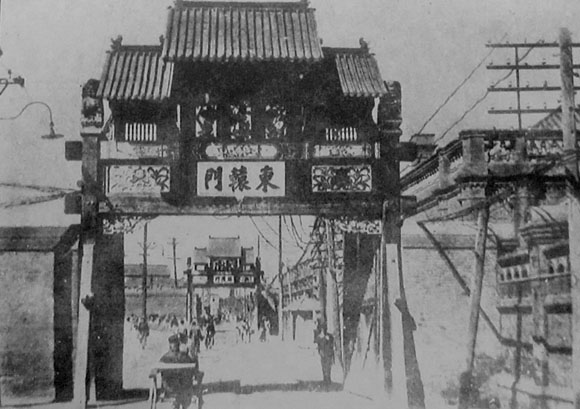
盛京将军府牌楼

16位各城駐防將軍，常设14位，後裁撤2位

### 常设
- 盛京将军
- 吉林将军
- 黑龙江将军
- 西安将军
- 宁夏将军
- 绥远城将军，原名建威將軍，乾隆三年置，駐綏遠城。乾隆二十六年改名綏遠城將軍。
- 伊犁將軍，乾隆二十七年（1762年）置，駐伊犁惠遠城。
- 乌里雅苏台将军
- 江宁将军
- 杭州将军
- 荆州将军
- 成都将军
- 福州将军
- 广州将军

### 後改副都统
- 青州將軍，雍正十年（1732年）置，駐山東青州府。乾隆二十六年（1761年）改為专城青州副都统。
- 凉州将军，雍正十三年（1735年）置，乾隆二年（1737年）重置，特设将军，駐甘肃凉州府，乾隆二十九年（1764年）六月，清廷令凉州将军巴禄护送凉州官兵移驻伊犁后即返程任绥远城将军，改特设专城凉州副都统。